# أوتو أوقست روزنبرغ
أوتو أوقست روزنبرغ (بالألمانية: Otto August Rosenberger)‏ (و. 1800 – 1890 م) هو عالم فلك، وأستاذ جامعي ألماني، ولد في توكوموس، كان عضوًا في الجمعية الملكية، توفي في هاله، عن عمر يناهز 90 عاماً.

## التعليم
تعلم في جامعة كونيغسبرغ
.

## جوائز
حصل على جوائز منها:
- الميدالية الذهبية للجمعية الفلكية الملكية (1837)
- عضوية أجنبي في الجمعية الملكية